# H (album de Bob James)
Pour les articles homonymes, voir H.
Albums de Bob James
One on One (avec Earl Klugh)
(1979) All Around the Town (live)
(1981)
H est un album de Bob James

## Liste des Titres
1. Snowbird Fantasy
2. Shepherd’s Song (from Haute-Auvergne)
3. Brighton by the Sea
4. The Walkman
5. Thoroughbred
6. Reunited

## Musiciens
- Bob James Piano, Piano électrique, Synthetiseur
- Gary King Guitare basse
- Buddy Williams Batterie
- Hiram Bullock Guitare, Vocaliste
- Bruce Dunlap Guitare, Guitare acoustique
- Grover Washington, Jr. Saxophone soprano
- Airto Moreira Percussion
- Leonard Gibbs Percussion
- David Brown Guitare acoustique, Guitare
- Liberty DeVitto Batterie
- Doug Stegmeyer Guitare basse
- Ralph MacDonald Percussion